# Joshua L. Martin

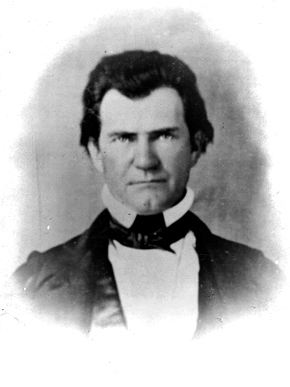
Joshua L. Martin

Joshua Lanier Martin (* 5. Dezember 1799 im Blount County, Tennessee; † 2. November 1856 in Tuscaloosa, Alabama) war ein US-amerikanischer Politiker (Demokratische Partei) und von 1845 bis 1847 der 12. Gouverneur von Alabama.

## Frühe Jahre und politischer Aufstieg
Martin besuchte die Landschulen in Tennessee und zog dann 1819 nach Alabama, um Jura zu studieren. Er bekam seine Zulassung als Anwalt und eröffnete eine eigene Kanzlei in Athens. 1822 entschloss er sich, eine politische Laufbahn zu begehen. Er wurde ins Repräsentantenhaus von Alabama gewählt, dem er bis 1828 angehörte. Ferner war er Solicitor des 4. Gerichtsbezirks zwischen 1829 und 1834, Bezirksrichter 1834, Mitglied des US-Repräsentantenhauses zwischen 1835 und 1839, sowie 1841 Richter der staatlichen Middle Chancery Division.

## Gouverneur von Alabama
Martin stellte sich 1845 den anderen demokratischen Führern in der Frage der staatlichen Finanzen entgegen und kündigte seine unabhängige Kandidatur für das Amt des Gouverneurs an. Er wurde am 4. August 1845 zum 12. Gouverneur von Alabama gewählt und am 10. Dezember 1845 vereidigt. Während seiner Amtszeit wurde eine Kommission gebildet, um die Staatsbank zu gründen, die Landeshauptstadt wurde von Tuscaloosa nach Montgomery verlegt, die Alabama Medical Association wurde gegründet und die Vereinigten Staaten erklärten Mexiko den Krieg.

## Weiterer Lebenslauf
Martin legte sein Amt am 16. Dezember 1847 nieder und kehrte zu seiner Tätigkeit als Anwalt in Tuscaloosa zurück. Sein letztes öffentliches Amt war 1853 im Repräsentantenhaus von Alabama. Martin verstarb am 2. November 1856 und wurde auf dem Evergreen Cemetery in Tuscaloosa beigesetzt. Martin war zweimal verheiratet und zwar mit Mary Gillam Mason sowie mit Sarah Ann Mason und hatte aus diesen zwei Ehen sieben Kinder.